# Grand Hotel et des Palmes
Le Grand Hotel et des Palmes est un hôtel historique situé à Palerme, en Sicile, sur la centrale Via Roma.

## Historique
Le bâtiment a été construit à l'initiative de l'homme d'affaires Benjamin Ingham-Whitaker en 1874 et utilisé comme une résidence privée. La maison était reliée par un passage secret à l'église anglicane adjacente. Initialement, le bâtiment se composait de deux étages avec un exotique jardin d'hiver qui atteignait la mer. Ingham a acheté le terrain en 1856 au prince de Radalì.
À la fin du XIXe siècle, la maison a été vendue au chevalier Enrico Ragusa, qui, en 1907, a commandé la transformation du Palazzo Ingham en Grande Albergo delle Palme à l'architecte Ernesto Basile. Il est devenu un hôtel de luxe, symbole de la Belle Époque.
Entre le 10 et le 14 octobre 1957, les grands chefs mafieux siciliens (Giuseppe Genco Russo, Domenico La Fata, Calcedonio Di Pisa, Vincenzo Rimi, Cesare Manzella) et américains (Lucky Luciano, Giuseppe Bonanno, Joe Di Bella, Vito Vitale, Camillo Carmine Galante, Santo Sorge, Giovanni Bonventre, Charles Orlando, John Priziola) y tiennent une réunion historique pour mettre fin aux guerres mafieuses des deux côtés de l'Atlantique et établir des relations privilégiées entre les mafias pour le trafic de drogue. L'exécution d'Albert Anastasia y aurait été décidée,.
Lors de la prise de pouvoir de Silvio Milazzo à l'Assemblée régionale sicilienne, à la tête d'un gouvernement alliant la gauche et la droite contre la Démocratie chrétienne, des députés milazziens tentent de corrompre deux députés chrétiens-démocrates au Grand Hotel, provoquant la chute du gouvernement d'union régionale.

## Personnalités
Personnalités ayant séjourné dans l'hôtel :
- Richard Wagner et sa femme Cosima ont séjourné dans la suite 124, du 5 novembre 1881 au 1er février 1882. Le compositeur y a terminé la composition de Parsifal[1].
- Le politicien Francesco Crispi y résida régulièrement[1].
- José Enrique Rodó, journaliste et philosophe uruguayen, mort à Palerme en 1917[1].
- Le poète Raymond Roussel y séjourna et mourut dans la chambre 224 le 14 juillet 1933[1].
- Charles Poletti (en), pour des raisons politiques puis militaires, le transforma en un QG américain pendant la Seconde Guerre mondiale[1].
- Le baron Agostino La Lomia a longuement occupé la chambre 124[1].
- Le baron Giuseppe Di Stefano a vécu dans la suite 204[1].